# Amadou Boubacar Cissé
Amadou Boubacar Cissé (* 29. Juni 1948 in Niamey; Spitzname: ABC) ist ein nigrischer Politiker, Tiefbauingenieur und Bankmanager. Cissé arbeitete ab 1982 als Verkehrsexperte für die Weltbank. Im Jahr 1995 sowie von 1996 bis 1997 war er Premierminister Nigers. Von 2002 bis 2008 war er als Vizepräsident der Islamischen Entwicklungsbank tätig. Von 2011 bis 2015 war er Planungsminister Nigers.

## Leben
Amadou Boubacar Cissé stammt aus einer Fulbe-Familie aus Say. Sein Vater Boubacar Cissé war ein Manager und Politiker der Nigrischen Fortschrittspartei (PPN-RDA). Amadou Boubacar Cissé besuchte die Grundschule Ecole Neuve und das Lycée National in Niamey, wo er sein Baccalauréat ablegte. In Frankreich absolvierte er zunächst classes préparatoires aux grandes écoles für Mathematik. Er ließ sich in Paris als Tiefbauingenieur ausbilden und machte einen Abschluss in Entwicklungsökonomie an der Pariser Fondation nationale des sciences politiques. An der Ecole Nationale des Ponts et Chaussées in Paris erwarb Cissé den Grad eines Doktoringenieur mit einer Dissertation über Damm- und Deichbau. Er engagierte sich im Verband der schwarzafrikanischen Studenten in Frankreich und war Mitglied des Büros des nigrischen Studenten- und Schülerverbands Union des Scolaires Nigériens.
Cissé arbeitete von 1975 bis 1976 in Frankreich im Bereich der Straßenbau-Planung und als Forscher am Pariser Zentrallabor für Brücken- und Straßenbau, wo er eine Studie über die Verwendung von Zement für Laterit verfasste. 1976 ging er zurück nach Niger, wo er den Posten des Chefingenieurs für Tiefbau der Departements Maradi und Tahoua erhielt. Er übernahm im darauffolgenden Jahr landesweit die Leitung für den Straßenbau und war als Chefingenieur für die Arbeiten an der Straße von Tahoua zur kürzlich angelegten Uran-Stadt Arlit verantwortlich. Ab 1979 war er Direktor für Bauten im nigrischen Ministerium für Bauten, Verkehr und Stadtplanung.
Die Weltbank ernannte Cissé 1982 zu ihrem stellvertretenden Repräsentanten in Niger. 1983 wechselte er als Ingenieur an den Hauptsitz der Weltbank nach Washington, D.C., wo er bis 1986 für Verkehrsprojekte in Benin, der Elfenbeinküste, Guinea-Bissau und Tschad verantwortlich war. Er arbeitete zudem als Berater des Instituts für Entwicklungsökonomie der Weltbank in Fragen der afrikanischen Verkehrspolitik. Ab 1986 war er leitender Ingenieur für das Verkehrswesen in der Sahelländer-Abteilung der Weltbank. Cissé stieg 1989 zum Chefingenieur am Hauptsitz der Weltbank auf. Er leitete die von der Weltbank mitfinanzierten Verkehrsprogramme in Subsahara-Afrika und vertrat die Weltbank in internationalen Gremien. 1992 wurde er zum Hauptverantwortlichen der Operationen der Weltbank im zentralen Afrika ernannt. Außerdem wurde er Parteimitglied der nigrischen Nationalen Bewegung der Entwicklungsgesellschaft (MNSD-Nassara).
In Niger verlor Staatspräsident Mahamane Ousmane von der Demokratischen und sozialen Versammlung (CDS-Rahama) die parlamentarische Mehrheit, als die Nigrische Partei für Demokratie und Sozialismus (PNDS-Tarayya) die Regierungskoalition verließ. Ousmane sah sich gezwungen, einen Vertreter der Oppositionspartei MNSD-Nassara, die die stimmenstärkste Partei in der Nationalversammlung war, zum Premierminister zu ernennen. Er unternahm einen Versuch, den MNSD-Nassara zu spalten, und ernannte nicht Hama Amadou, den MNSD-Nassara-Wunschkandidaten, sondern am 7. Februar 1995 den Außenseiter Amadou Boubacar Cissé zum Premierminister. Der Versuch des Staatspräsidenten schlug fehl. Bereits am 10. Februar 1995 wurde Cissé, weil er die Ernennung angekommen hatte, aus dem MNSD-Nassara ausgeschlossen. Am 20. Februar 1995 wurde er durch ein Misstrauensvotum in der Nationalversammlung als Premierminister abgesetzt. Sein Nachfolger wurde Hama Amadou. Cissé kehrte daraufhin zur Weltbank nach Washington, D.C. zurück.
Unter Staatspräsident Ibrahim Baré Maïnassara, der Mahamane Ousmane und Hama Amadou durch einen Militärputsch abgesetzt hatte, wurde Amadou Boubacar Cissé am 23. August 1996 als Staatsminister für Wirtschaft, Finanzen und Planung zurück in die nigrische Regierung geholt. Am 21. Dezember 1996 ernannte ihn der Staatspräsident erneut zum Premierminister. Beim Gründungskongress von Baré Maïnassaras neuer Partei Bündnis für Demokratie und Fortschritt (RDP-Jama’a) im August 1997 wurde Cissé zum stellvertretenden Parteivorsitzender gewählt. Als Premierminister erzielte Cissé im März 1997 eine Einigung der nigrischen Regierung mit seinem früheren Arbeitgeber, der Weltbank, zu der massive Haushaltskürzungen im öffentlichen Sektor gehörten. Dies führte zum Widerstand der Gewerkschaften und langandauernden Streiks, die die Regierungsarbeit lähmten. Am 24. November 1997 setzte der Staatspräsident Cissés Regierung ab.
Cissé war ab 1998 zunächst wieder für die Weltbank in Washington, D.C. tätig. Staatspräsident Baré Maïnassara wurde bei einem Staatsstreich im April 1999 getötet. Amadou Boubacar Cissé kündigte an, bei den Präsidentschaftswahlen in Niger 1999 für den RDP-Jama’a kandidieren zu wollen, dessen stellvertretender Parteivorsitzender er nach wie vor war. Er stellte sich damit gegen den Parteivorsitzenden Hamid Algabid, der die gleichen Ambitionen hegte. Ein Gericht entschied zugunsten Algabids. Cissé wurde aus dem RDP-Jama’a ausgeschlossen. Er gründete daraufhin am 10. September 1999 eine neue Partei, die Union für Demokratie und Republik (UDR-Tabbat) mit sich als Parteivorsitzendem. Bei den Präsidentschaftswahlen unterstützte er Mahamadou Issoufou, den erfolglosen Kandidaten des PNDS-Tarayya. Cissé trat bei den Parlamentswahlen in Niger 1999 im Wahlkreis Tillabéri an, die UDR-Tabbat verfehlte jedoch den Einzug in Nationalversammlung.
Amadou Boubacar Cissé kehrte daraufhin der nigrischen Politik vorläufig den Rücken und arbeitete ab Ende 1999 wieder für die Weltbank in Washington, D.C. Am 23. Oktober 2001 wurde er zum Vizepräsidenten der Islamischen Entwicklungsbank in Dschidda gewählt. Diese Funktion übte er von 2002 bis zu seinem Eintritt in den Ruhestand im Jahr 2008 aus. Cissé kehrte nach Niger zurück, reaktivierte seine Partei UDR-Tabbat und schloss sich den Gegnern von Staatspräsident Mamadou Tandja (MNSD-Nassara) an. Nach Tandjas Sturz kandidierte er bei den Präsidentschaftswahlen in Niger 2011 für die UDR-Tabbat. Er wurde Achter mit 1,61 % der Stimmen im ersten Wahldurchgang. Bei der Stichwahl unterstützte er wieder Mahamadou Issoufou (PNDS-Tarayya), der diesmal gewann.
Staatspräsident Issoufou ernannte Cissé 2011 zum Staatsminister für Planung, Raumordnung und Gemeindeentwicklung. Im Zuge einer Regierungsumbildung im August 2013 verlor Cissé die Ressorts der Raumordnung und Gemeindeentwicklung und war nunmehr Staatsminister für Planung. Dieses Amt hatte er bis September 2015 inne. Cissé ging bei den Präsidentschaftswahlen von 2016 erneut für die UDR-Tabbat ins Rennen und wurde mit 1,35 % der Stimmen neunter von fünfzehn Kandidaten. Bei den Präsidentschaftswahlen von 2020 erzielte er als Kandidat der UDR-Tabbat 0,35 % der Stimmen und wurde siebenundzwanzigster von dreißig Kandidaten.
Cissé ist verheiratet und Vater von fünf Kindern.

## Ehrungen
- Ritter des tschadischen Nationalordens[3]